# Katy Mixon
Katy Mixon (Pensacola, 30 maart 1981) is een Amerikaanse actrice.

## Carrière
In 2003 verhuisde Mixon naar Los Angeles om er als actrice aan de slag te gaan. Twee jaar later maakte ze in de thriller The Quiet (2005) haar officieel filmdebuut. In de daaropvolgende jaren had ze ook kleine bijrollen in films als Finding Amanda (2008) en State of Play (2009).
Nadien brak Mixon door als televisieactrice. Ze kreeg belangrijke bijrollen in zowel de komische HBO-serie Eastbound & Down (2009–2013) als de CBS-sitcom Mike & Molly (2010–2016). In die laatste reeks vertolkte ze Victoria Flynn, de zus van het hoofdpersonage Molly, dat vertolkt werd door Melissa McCarthy. In totaal werkte ze aan 127 afleveringen van de sitcom mee. Sinds 2016 vertolkt Mixon de hoofdrol in de ABC-sitcom American Housewife.

## Privé
Katy Mixon werd in 1981 geboren in Pensacola (Florida). Ze heeft zes broers en zussen. Ze behaalde een bachelor aan de acteerschool van Carnegie Mellon University.

## Filmografie

### Film
- The Quiet (2005)
- Blind Dating (2006)
- Finding Amanda (2008)
- Four Christmases (2008)
- The Informers (2009)
- State of Play (2009)
- All About Steve (2009)
- Take Shelter (2011)
- Drive Angry (2011)
- Soul Ties (2015)
- Minions (2015) (stem)
- Hell or High Water (2016)

### Televisie (selectie)
- My Name Is Earl (2008)
- Two and a Half Men (2009–2010)
- Eastbound & Down (2009–2013)
- Mike & Molly (2010–2016)
- Wilfred (2011)
- Robot Chicken (2011) (stem)
- Psych (2013)
- American Housewife (2016–2021)